# Happyダーツ
『Happyダーツ』は、2008年11月8日に公開された、ダーツをテーマにした日本映画。

## キャスト
- 辺見えみり
- 佐藤仁美
- 加藤和樹
- 新田恵利
- 村杉蝉之介
- DAIZO
- 森次晃嗣
- 森泉

友情出演（ダーツプレイヤー）
- 佐藤敬治(K－PON)
- 渡部紘士(ワンタン)
- 安食賢一(Jonny)
- 谷内太郎(T-arrow)
- 尾形行紀(ノリニティ)
- 浴本昇吾(SHOGO)
- 三野博幸(アルファ)
- 江口祐司
- 浅野ゆかり
- 保土田真理
- 滝沢あさひ
- 他多数有名ダーツプレイヤー

※（）内はプレイヤーネーム

## スタッフ
- 監督：松梨智子
- 脚本：松梨智子
- 製作総指揮：大月俊倫
- プロデューサー：山口幸彦・中林千賀子
- 主題曲/主題歌：熊木杏里

## パッケージソフト
- DVD「Happyダーツ スタンダード・エディション」　2009年4月8日 キングレコード

## 参照
「Happyダーツ」公式ブログ

「Happyダーツ」作品情報